# West Melbourne (Florida)
West Melbourne város az USA Florida államában, Brevard megyében.

## Népesség
A település népességének változása:

| 2010 | 18 355 |
| 2020 | 25 924 |